# Angry Birds Fight!
Angry Birds Fight! este un joc video cu elemente de RPG și este a unsprezecea tranșă din seria Angry Birds.